# 沃日巴尔市镇
沃日巴尔市镇（俄语：Муниципальное образование «Вожбальское»）是俄罗斯联邦沃洛格达州托季马区所属的一个市镇。其下辖有26个居民点，行政中心为库德林斯卡亚。据2015年统计，该市镇的人口为596人。